# Félix Toranzos
Félix Toranzos (Asunción, 28 de septiembre de 1962) es un artista visual, arquitecto y diseñador gráfico paraguayo. Es considerado uno de los más relevantes representantes de la nueva generación de artistas plásticos de su país.

## Infancia y juventud
Hijo de Luis Toranzos, destacado artista plástico paraguayo y de Angelina Miers, de nacionalidad paraguaya.

Realizó sus estudios primarios en la escuela de su barrio de infancia, la Graduada General Eduvigis Díaz. En ese mismo barrio pasó gran parte de su niñez hasta que falleció su padre.
Sus estudios secundarios los realizó en el Colegio Nacional de la Capital de Asunción.
Desde muy pequeño estuvo en contacto con el arte y sus manifestaciones, gracias a las actividades de su padre en esta área.
Según comenta Toranzos: “Mi padre siempre quiso que yo siguiera la carrera que siempre quise, la de Arquitectura, pero en el camino, di un brusco giro hacia la Plástica, actividad que me brindó mi padre, ya que él, de profesión modista, pintaba con suma elocuencia sin siquiera haber tenido una formación académica, tal como me había sucedido a mí”.
En los años 1973 y 1974, realizó estudios en la Escuela de Bellas Artes de Asunción. Así mismo, en el año 1980 concluyó la carrera de arquitectura, cursada en la Universidad Nacional de Asunción.
En todos esos años de formación, su gestión en cuanto al descubrimiento y la experimentación en distintas técnicas plásticas, hacen de este artista un singular autodidacta.
P Y M
PSYPS

## Su trayectoria

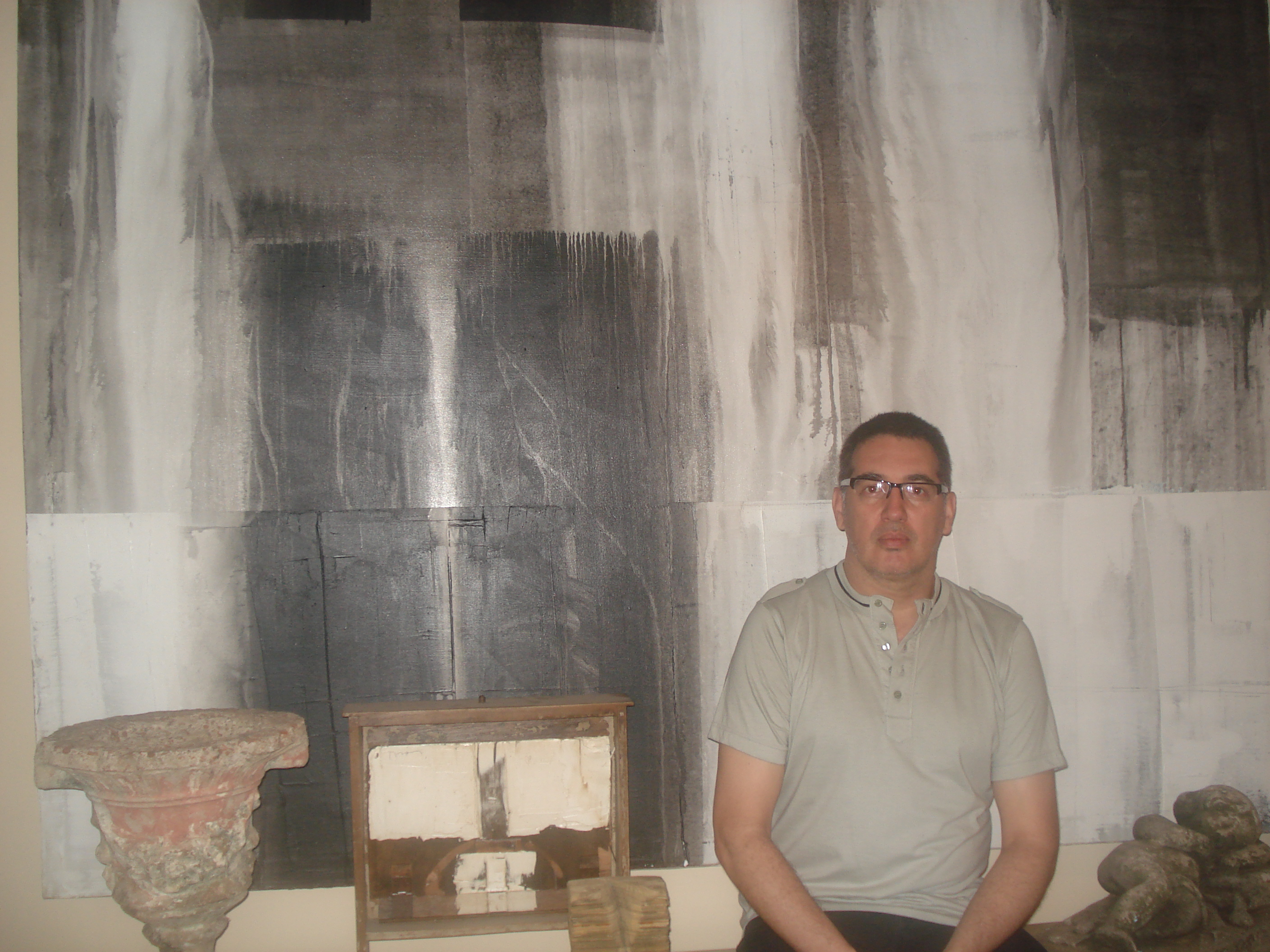
Toranzos con una obra.

Ha dictado clases de dibujo y pintura en los Talleres del Centro de Artes Visuales, formando parte de un grupo de artistas paraguayos y extranjeros que dedican parte de su tiempo a la formación de jóvenes aprendices en el arte, la técnica y el gusto por lo estético.
Su primera muestra data del año 1979. Desde entonces, este artista ha incrementado a grandes pasos su producción artística, lo que le dio un lugar privilegiado entre los pintores paraguayos, llegando a convertirse en uno de los más destacados de su generación.
Ha realizado importantes exposiciones individuales y colectivas organizadas por varias galerías y centros de Arte, de Asunción, Buenos Aires, Perú, España, Brasil, Japón y Estados Unidos.
Sus obras forman parte del acervo del Museo Paraguayo de Arte Contemporáneo del Centro de Artes Visuales. También están expuestas en el Museo del Barro de Asunción.
Parte de su producción plástica, integra la Colección del Museo de Arte de las Américas de la Organización de Estados Americanos en Washington D. C. (OEA Art Museum of the Americas)
Numerosas colecciones privadas de Paraguay y Estados Unidos cuentan entre sus obras con algunas producidas por Félix Toranzos. En la Actualidad es Copresidente de Gente de Arte y Director del Museo Paraguayo de Arte Contemporáneo, Del Centro de Artes Visuales/Museo del Barro.

## Obras
Entre sus principales exposiciones individuales se encuentran las siguientes:
| Año       | Actividad destacable |
| --------- | --- |
| 1979      | Exposición de dibujos, Galería Arte-Sanos. |
| 1982      | Diseños, exposición de dibujos, Centro de Estudios Brasileros |
| 1983      | Exposición de dibujos y objetos, Galería Arte-Sanos |
| 1985      | “Transvisión de Palladio”, dibujos y técnica mixta, Galería Fábrica |

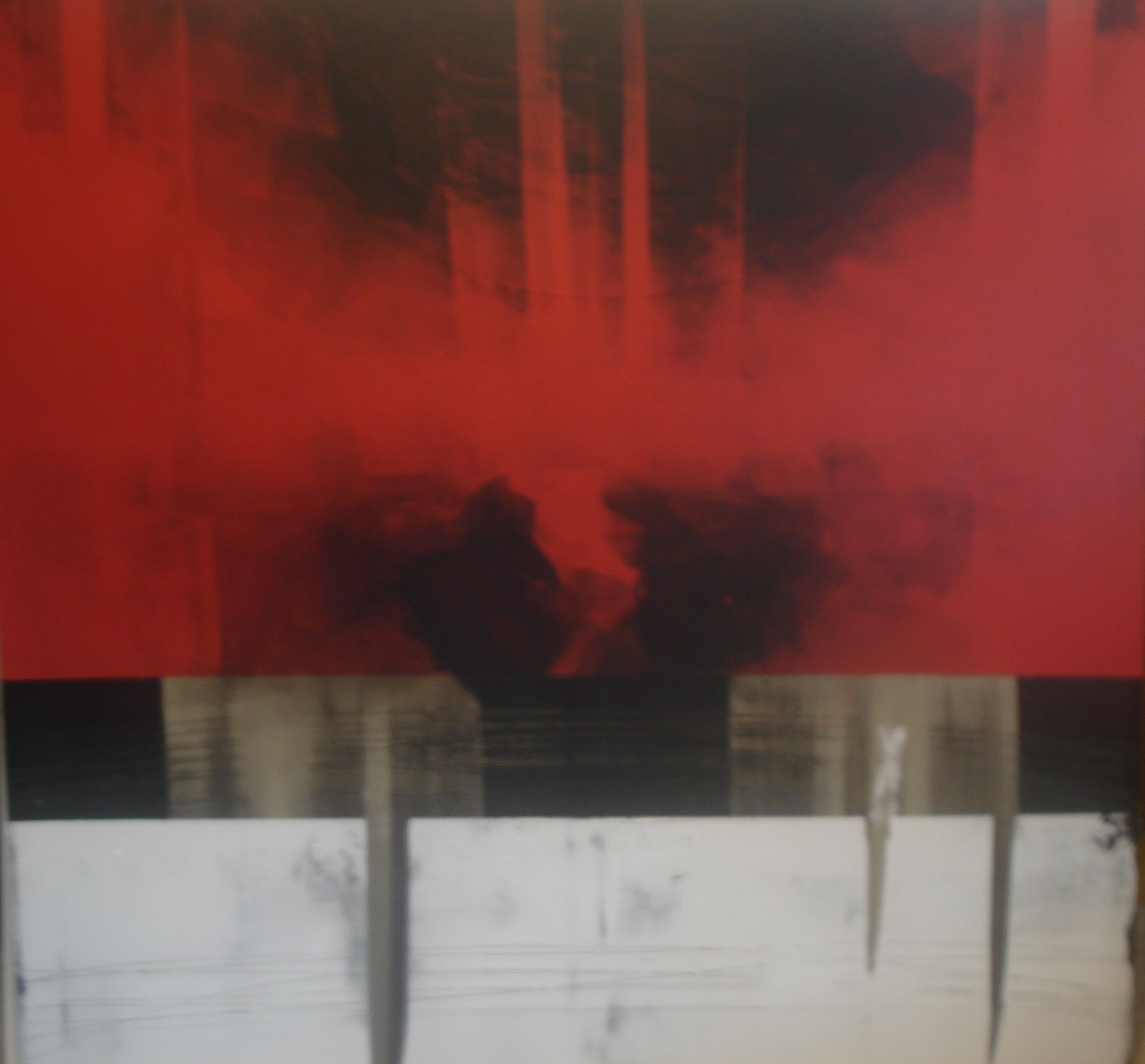
Obra.

| 1986/1987 | Dibujos y pinturas, Galería Arte-Sanos “Intro-Misiones”, dibujos y técnica mixta, Galería Fábrica Exposición de dibujos, Café de la Plaza. |
| 1988      | “Asunción: una escenografía utópica”. Dibujos y técnica mixta, Galería Fábrica Exposición de pinturas, Café de la Plaza |
| 1989      | Exposición de pinturas, Condovac, San Bernardino Exposición de pinturas, Galería Fábrica Exposición de pinturas, Fundapel, Salón Municipal, Pelotas Brasil |
| 1990      | Exposición de pinturas, Galería Fábrica Exposición de pinturas, Galería Arte-Sanos |
| 1991      | Exposición de objetos, Pequeña Galería Exposición de pinturas, Galería Arte-Sanos. Exposición de objetos y pinturas, Galería Fábrica Exposición de acuarelas, Galería Forum Exposición de acuarelas, Galería Arte-Nuestro, Villa Rica                                                                      |
| 1992      | Cajas y Objetos, Pequeña Galería Exposición de dibujos y objetos, Galería Arte-Nuestro, Villa Rica Exposición de acuarelas, Café de la Plaza Exposición de dibujos y pinturas, Galería Ana Scappini |
| 1993      | Pinturas y objetos, Centro Cultural de la Ciudad Pinturas y objetos, Centro de Arte, Corriente Alterna (Lima, Perú) Exposición de Dibujos, Galería El Patio Exposición de pinturas, Galería Arte-Sanos |
| 1994      | "Onomástico", exposición de pinturas, Galería Fábrica (Asunción) "Asunción: otra escenografía utópica", Galería de Arte del Patio López. |
| 1995      | Exposición de pinturas, Galería Lamarca "Taller de arquitectura", exposición de dibujos, Espacio Miguel Acevedo, Centro Cultural de la Ciudad "Buonarroti, los trazos preliminares", pinturas y dibujos, Galería Fábrica                                                                                   |
| 1996      | Exposición de pinturas, Aniversario Da Vinci Café "Delgado Rodas, los trazos preliminares", dibujos y pinturas, Galería Fábrica "Asunción, los escenarios de la utopía", Galería Scappini-Lamarca "Objetos y collage", Galería Fábrica "Leonardo, los primeros trazos", Verónica Torres, Colección de Arte |
| 1997      | "Sueños robados", objetos y collage, Galería Fábrica |
| 1998      | "Primigenia", collage y pintura, Gabinete Florian Paucke, Centro de Artes Visuales / Museo del Barro |
| 1999      | "Primigenia", collage y pintura, Gabinete Florian Paucke, Centro de Artes Visuales / Museo del Barro "Primigenia", pinturas y collage, Galería Scappini-Lamarca |
| 2000      | "Geometrías", pinturas, Centro Cultural Citibank "La estancia de Rafael", pinturas y transferencias, Galería Fábrica |
| 2001      | Exposición de pinturas, Centro Cultural CitiBank. “Trans-visión de Palladio”. Galería Fábrica |
| 2002      | Fuschias y otras flores”, Verónica Torres, Colección de Arte |
| 2003      | Exposición de pinturas y objetos, Galería Fábrica |
| 2004      | Exposición de pinturas y objetos. Galería Fábrica |
| 2005      | Exposición de dibujos y pinturas "Botticelli", Galería Matices. Exposición de dibujos y pinturas, Centro Cultural Citibank. Exposición de pinturas y objetos, Galería Fabrica |
| 2006      | "Una interpretación de la obra de Luis Toranzos", Verónica Torres Colección de Arte. "La resistencia de los materiales", Centro Cultural Español, Juan de Salazar. Exposición de dibujos y pinturas. Galería Matices. Exposición de pinturas, Centro Cultural Citibank.                                    |

Así mismo, ha tenido participación en numerosas exposiciones, muestras y bienales colectivas en Asunción y en otras importantes ciudades del mundo.
| Año       | Principales exposiciones colectivas. |
| 1979      | La plástica joven en el Paraguay, Centro Cultural Paraguayo Americano. Asunción. |
| 1982/1983 | Exposición Premio Benson&Hedges de Artes Visuales. Asunción. |
| 1984      | Novena Exposición Internacional de Dibujo, Museo de Arte Moderno, Rijeka (Yugoslavia). Muestra de cajas y objetos, Galería Fábrica. Asunción. "Arte Experimental", décimo aniversario de la Galería Arte-Sanos. Asunción. |
| 1985      | Pinturas de Luis y Félix Toranzos, Galería Arte-Sanos. Asunción. "Plástica paraguaya actual", Galería Magister. Asunción. |
| 1986      | Bienal Latinoamericana de Arte sobre Papel (Buenos Aires, Argentina). |
| 1987      | "Interiores", Galería Arte-Sanos. Asunción. "La luz y la imagen", Galería Miró. Asunción. 19º Bienal Internacional de Arte São Paulo, Brasil. |
| 1988      | "De regiones y paisajes", Galería Arte-Sanos. Asunción. Paraguay. "Eros y Thanatos", Galería 530. "Naturarte", Galería Arte-Sanos. Asunción. Paraguay. Quinta Bienal del Retrato (Tuzla, Yugoslavia). "Homenaje a la Ciudad de Asunción", Banco Unión, Galería Arte-Sanos. Asunción. Paraguay. Pinturas de Luis y Félix Toranzos, Galería Arte-Sanos. Asunción. Paraguay. "Espacios y construcciones", "De realismos y surrealismos", Galería Arte-Sanos (San Bernardino, Paraguay). |
| 1989      | "Acto de libertad", Galería Arte-Sanos. Primera Bienal de Arte Joven, Buenos Aires, Argentina. "Dos momentos en la pintura paraguaya contemporánea", Galería Praxis (Buenos Aires, Argentina). |
| 1990      | "Homenaje a Van Gogh", Centro Cultural Paraguayo Americano. Asunción. Paraguay. |
| 1991      | Exposición de Arte Emergente (Nagoya, Japón). "Siete pintores del Paraguay", Centro Cultural Puerta de Toledo, Madrid, España. Semana Cultural Paraguaya, Salón Dorado, Teatro Colón (Buenos Aires, Argentina). Exposición de pinturas, Galería Ana Scappini. Asunción. Paraguay. |
| 1992      | Diez dibujantes paraguayos, Centro Cultural de la Universidad Federal de Minas Gerais, Brasil. Diez pintores paraguayos, Centro Cultural Misiones, Posadas, Argentina. "Re-renacimiento", Galería Arte-Sanos. Asunción. Paraguay. "Colombino y cuatro artistas del Paraguay", Galería Centoira, Buenos Aires, Argentina. |
| 1993      | Presencia del Paraguay, Galería Latinoamericana, Casa de las Américas, La Habana, Cuba. "Ocho artistas del Paraguay", Museo de Arte de las Américas. OEA, Washington. Homenaje a Miró, Galería El Patio. Asunción. Paraguay. |
| 1994      | Juan Montes y Félix Toranzos, Cantegril Country Club, Punta del Este, Uruguay. QuinceArtistas Paraguayos, Centro de Arte, Corriente Alterna, Lima, Perú. Versiones de Cuatro Artistas, Galería de Arte del Patio López. Asunción. Paraguay. "Vento Sul", Exposición itinerante por capitales brasileñas. "Veinte Años, El ciclo de Arte-Sanos", Exposición Colectiva. Asunción. Paraguay. Sanguinetti/Toranzos, Galería Belmarco. Asunción. Paraguay. Homenaje a Pedro Agüero, Galería El Patio. Asunción. Paraguay. Ocho artistas paraguayos en Washington, Galería Fábrica. Asunción. Paraguay. Grabados de artistas paraguayos, Galería Lamarca. Asunción. Paraguay. |
| 1995      | "Dos generaciones del arte paraguayo", Centro Cultural de la Municipalidad de Miraflores, Lima, Perú. "Apyka", sillas del Paraguay. Centro Cultual de la Ciudad de Asunción. Vento-Sul, exposición itinerante latinoamericana, Casa Castelví, Centro Cultural de la Ciudad. Asunción. Paraguay. Artistas brasileños y paraguayos, salones de Promopar. Asunción. Paraguay. "Divagaciones sobre la caja", Galería Fábrica. Asunción. Paraguay. Susana Romero y Félix Toranzos, Cajas, Pequeña Galería. Asunción. Paraguay. |
| 1996      | Exposición de pinturas de Félix Toranzos y grabadores mexicanos, Salones de Alba de Ahorros para la Vivienda. Asunción. Paraguay. Los tiempos de Goya, Galería Scappini-Lamarca. Asunción. Paraguay. El lenguaje del abanico, Galería Fábrica. Asunción. Paraguay. Exposición Selección Premio La Nación. Asunción. Paraguay. |
| 1997      | Ferias Internacionales de Lima, Perú. XXVII Asamblea General de la OEA, Museo de Osma, Lima, Perú. Exposición colectiva de objetos, Galería Scappini-Lamarca. Asunción. Paraguay. Primera Bienal de Arte del Mercosur, Porto Alegre, Brasil. |
| 1998      | Artecom 98, exposición colectiva, Instituto Cultural Paraguayo Alemán. Medina/Toranzos, Galería Scappini-Lamarca. Asunción. Paraguay. |
| 1999      | Gabriela Zuccolillo y Félix Toranzos, Verónica Torres, Colección de Arte. Exposición Colectiva, Galería Fábrica. Asunción. Paraguay. Exposición 10 Años de Pequeña Galería. Asunción. Paraguay. Ordiñana, Miranda y Toranzos, Galería Multiarte. Asunción. Paraguay. |
| 2000      | "El último decenio", Exposición Colectiva, Museo de Arte Contemporáneo de Montevideo, Uruguay. "Obra sobre papel, en el arte contemporáneo paraguayo", Washington, EE. UU.. "El sacrificio", Arte Colonial, Independiente y Actual, Centro de Artes Visuales / Museo del Barro (Asunción, Paraguay). “Caminos de la línea”, Embajada del Brasil. Asunción. Paraguay. |
| 2001      | “El último decenio”, exposición colectiva, Centro de Artes Visuales / Museo del Barro. Asunción. Paraguay. |
| 2002      | “La resistencia de la pintura”, Exposición Colectiva, Galería Fabrica. “Los argumentos”, Sala de exposiciones del Centro Cultural de España, Juan de Salazar. Asunción. Paraguay. |
| 2004      | Exposición de pinturas Fundación Aerolíneas Argentinas, Buenos Aires, Argentina. |
| 2005      | Exposición colectiva, Arte Actual Galería de Arte. Asunción. Paraguay. |

## Premios y distinciones
| Año  | Actividad Resaltante                                                                                   |
| ---- | --- |
| 1998 | Se le otorga el Premio “Pedro Agüero”. Edición 1998, por su trayectoria artística. Asunción, Paraguay. |
| 2003 | Es galardonado con el Primer Premio del Concurso Expressión Fuschia.                                   |

## Su estilo

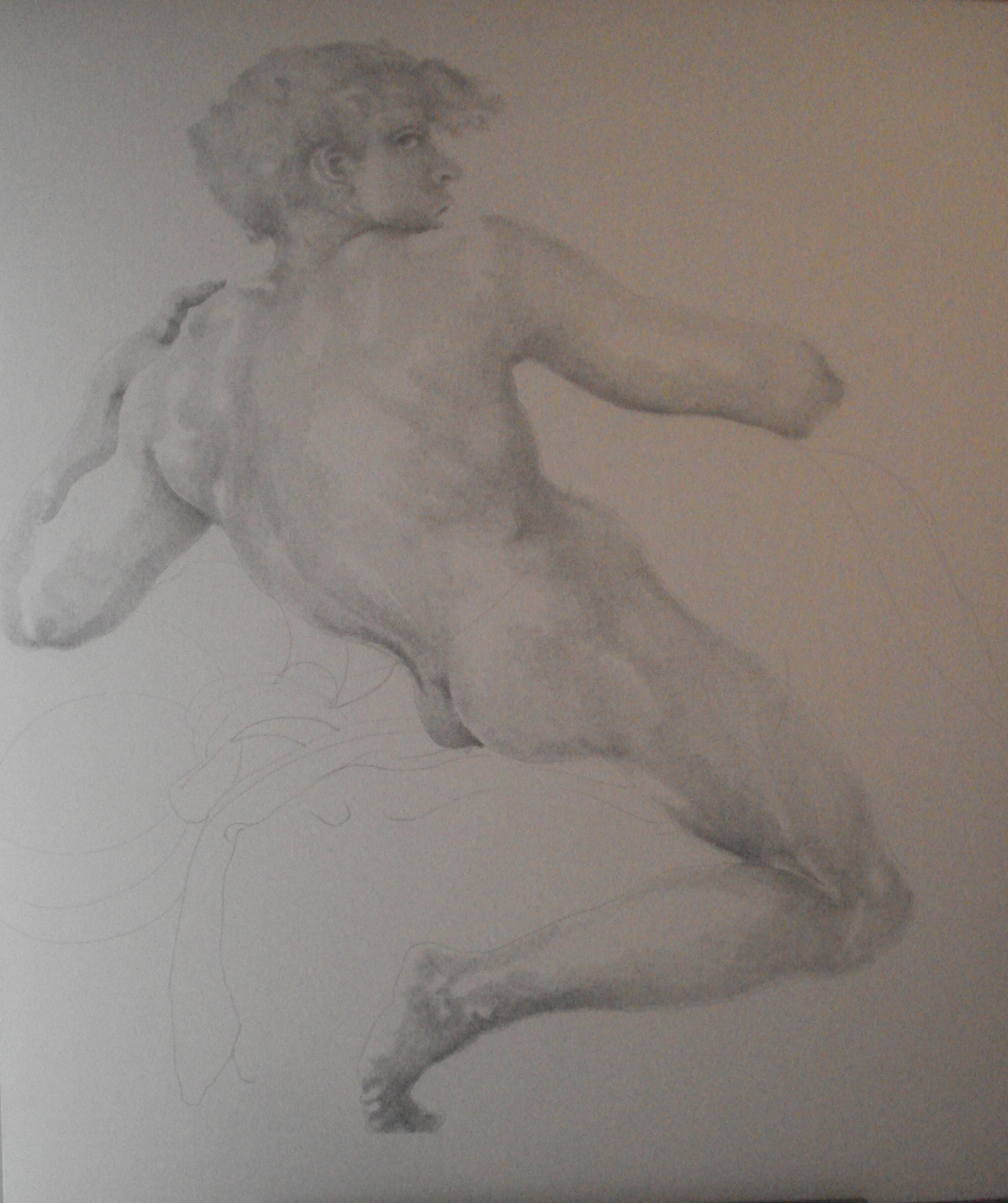

En su más de treinta años de producción artística ha hecho un recorrido entre la pintura, el grabado y las instalaciones, utilizando diferentes soportes que van desde el simple lienzo hasta grandes bastidores de yeso, marcados por geniales combinaciones de pintura y grabado.
Sus ensamblajes son creaciones de piezas tridimensionales con nudos y tensiones que se entretejen en la superficie.
Su estilo está marcado por una exquisita combinación de colores y texturas.
Sus estudios arquitectónicos le han servido de enlace para la utilización expresiva del espacio, logrando en sus obras una perfecta armonía entre la rigidez de la geometría y la liviandad metafórica de la poesía.
También en sus dibujos sobresale este exquisito equilibrio entre lo esquemático y lo etéreo.
En ocasiones, se ha inspirado en obras del periodo renacentista, presentando series de trabajos dedicados a los grandes maestros como Miguel Ángel, Leonardo Da Vinci y Rafael.

## Su familia
El padre de Félix, Luis Toranzos, habiéndose quedado viudo, con dos hijas mujeres, una llamada Cándida María y la otra, Angelina Rosalía, se casó en segundas nupcias con la argentina Angelina Miers.
Fruto de ese matrimonio son: Haydée Rafaela, Darío Luis, Augusto Bardel y Félix, el hijo mayor.
Su familia reside actualmente en Asunción.